# Clorhidrato de cocaína
El clorhidrato de cocaína, o cocaína en polvo, es una sal ácida hidrosoluble de la cocaína, un alcaloide tropano, con actividad estimulante del sistema nervioso central (SNC) y anestésica local.
Al igual que la pasta básica de cocaína (principalmente sulfato de cocaína) y el crack, es una forma estable del alcaloide cocaína que se extrae de las plantas de la coca (Erythroxylum coca y Erythroxylum novogranatense) y sus variedades.
El clorhidrato de cocaína se administra directamente vía intranasal o vía intravenosa en combinación con agua, a diferencia de la pasta básica de cocaína, el crack y la cocaína de base libre que son fumables.

## Proceso de elaboración
El clorhidrato de cocaína se elabora a través de una serie de procesos químicos de purificación a partir de las hojas de coca. Los procesos y los químicos utilizados pueden variar ya que, por lo general, la elaboración se realiza en contextos clandestinos al ser una sustancia ilegal, se encuentra penalizada en varios países y los insumos requeridos son sustancias controladas.
El método de extracción del alcaloide fue inventado por el farmacéutico peruano francés Alfredo Bignon. Para elaborar clorhidrato de cocaína, primero se debe elaborar pasta básica de cocaína. Del clorhidrato de cocaína luego se puede elaborar cocaína de base libre y crack.

### Pasta básica de cocaína (PBC)

#### Extracción ácida
Las hojas de coca se muelen y se colocan en un recipiente grande o en una poza de maceración con agua a la que se le añade ácido sulfúrico diluido, que actúa como agente lixiviante. Luego, se añade un reactivo alcalino como carbonato de sodio, carbonato de calcio, cal industrial o ceniza vegetal, se revuelve y se añade kerosene o gasolina, que también se revuelve. La función del reactivo alcalino es precipitar la cocaína en forma de sulfato de cocaína y la del combustible actuar como un solvente del sulfato de cocaína. La mezcla es luego filtrada hacia una poza de extracción, separando las hojas del líquido, y se le añade nuevamente ácido sulfúrico y la solución alcalina, precipitando el compuesto de alcaloides de la coca. Se filtra otra vez la mezcla, separando sólidos del líquido, obteniendo una pasta de color amarillosa, verdosa o grisácea, en función a la calidad del proceso anterior.
La pasta base puede ser consumida directamente fumándola. También se puede fumar en combinación con tabaco o marihuana.
En Perú se la llama «pasta», en Colombia «bazuco» y en Bolivia «pitillo». También se la llama: pasta base, pasta básica, paco o sulfato de cocaína.

### Clorhidrato de cocaína
A la pasta básica se la vuelve a procesar para concentrar los sulfatos y eliminar las impurezas, utilizando ácido sulfúrico, carbonato de calcio y permanganato de potasio. Jonathan Ott llama al concentrado resultante 'base de cocaína'.
Para elaborar el clorhidrato de cocaína, la base de cocaína se diluye en una solución de éter etílico, o en algunos casos acetona. En otro recipiente, se prepara una solución de ácido clorhídrico al 38% en agua a la que se le añade un poco de alcohol etílico. A la pasta base en éter se le vierte la solución de ácido clorhídrico y se forman los cristales de la sal ácida que se recuperan por una serie de filtraciones.

## Vías de administración
El clorhidrato de cocaína puede ser consumido de dos formas:
- vía inhalatoria;
- vía intravenosa, luego de ser disuelta en agua;
- vía oral, para entumecer los dientes.

## Estudios
Un estudio comparativo de 1991 publicado en la revista Neurology en Estados Unidos, revisó bibliográficamente las investigaciones acerca de las enfermedades cerebrovasculares asociadas al uso de crack y de clorhidrato de cocaína. Se revisaron 42 casos de uso de crack y 63 de uso de clorhidrato de cocaína. La presencia de un aneurisma cerebral subyacente fue más común entre los pacientes con derrames cerebrales asociados con el clorhidrato de cocaína que los derrames cerebrales asociados con el crack. El infarto cerebral fue significativamente más común entre los usuarios de crack que en los usuarios de clorhidrato de cocaína.

## Adicción a la cocaína
La cocainomanía, o dependencia de la cocaína, es un trastorno neurológico que se caracteriza por síntomas de abstinencia al dejar de consumir sustancias que contienen el alcaloide cocaína, como el clorhidrato de cocaína, el crack o la pasta básica. También suele coincidir con la adicción a la cocaína, que es un trastorno biopsicosocial caracterizado por el uso persistente de clorhidrato de cocaína y/o crack a pesar del daño sustancial y las consecuencias adversas. El Manual diagnóstico y estadístico de los trastornos mentales (5ª ed., abreviado DSM-5), clasifica el consumo problemático de cocaína como un "trastorno por consumo de estimulantes". La Clasificación internacional de enfermedades (11.ª rev., abreviada CIE-11), incluye la "Dependencia de la cocaína" como una clasificación (diagnóstico) bajo "Trastornos debido al uso de la cocaína".
El uso de la cocaína crea euforia y altas cantidades de energía. Si se toma en grandes dosis, es posible que cause cambios de humor, paranoia, insomnio, psicosis, presión arterial alta, frecuencia cardíaca acelerada, ataques de pánico, convulsiones que son extremadamente difíciles de controlar, deterioro cognitivo y cambios drásticos en la personalidad. La sobredosis de cocaína puede provocar daños cardiovasculares y cerebrales, como: estado epiléptico, constricción de los vasos sanguíneos del cerebro, que provoca accidentes cerebrovasculares y constricción de las arterias del corazón; causando ataques al corazón.

## Nombres comunes
- En Perú: cocaína, coca, cloro, blanca, nieve, polvo, rocas, chamo, merca.[26]
- En Chile : cocaína, coca, merca, falopa, perico, pasta, nieve.
- En México: cocaína, coca, perico, rayas, polvo, nieve, piedra, talco.
- En España: cocaína, coca, nieve, farlopa, perico, blanca.[27]
- En Venezuela : cocaína, perico.
- En inglés: blow, flake, snow.[28][29]